# Borsosberény
Borsosberény es un pueblo ubicado en el condado de Nógrád, Hungría.

## Superficie
Posee una superficie de 20,26 kilómetros cuadrados.

## Demografía
Hasta 2021 la población era de 932 habitantes, con una densidad de población de 46,0 habitantes por kilómetro cuadrado.